# Комфортна їжа

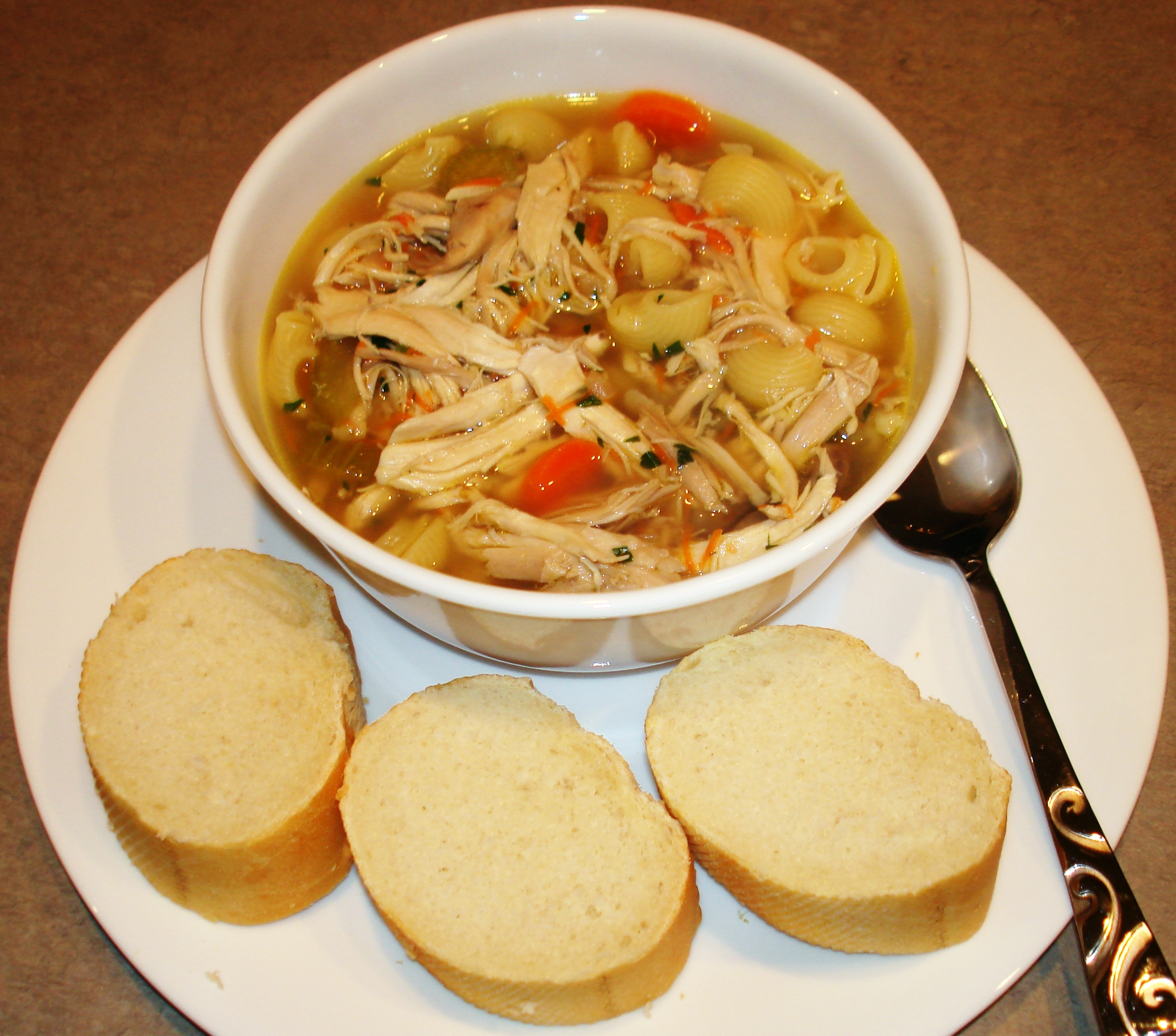
Курячий суп - поширена класична комфортна їжа, яка зустрічається в різних культурах

Комфортна їжа (англ. Comfort food ) - їжа, яка викликає смак насолоди або сентиментальні почуття  і може характеризуватись високою калорійністю, високим рівнем вуглеводів та простим приготуванням  . Це також звична їжа з дитинства, що асоціюється із затишком та домівкою. Комфортна їжа - різні страви, залежно від регіону, індивідуальних і культурних особливостей.
Термін «комфортна їжа» вважають початком у 1966 році, коли «Палм-Біч Пост» використала його в оповіданні: «Дорослі, перебуваючи у стані сильного емоційного стресу, звертаються до того, що має назву „комфортна їжа“, яка пов'язана з безпечним життям, дитинством, таким як мамина яєчня або знаменитий курячий суп »  .

## Психологічні дослідження
Вживання висококалорійних, жирних, солоних або солодких продуктів, таких як морозиво, шоколад або картопля фрі, локшина може додати систему винагороди в людському мозку, яка приносить особливе задоволення або тимчасове почуття емоційного підйому і задоволення . За наявності психологічного розладу люди часто використовують комфортну їжу, щоб потішити себе та влаштувати комфорт для шлунка. Найчастіше їжі хочеться у період стресу, а також у період перебудови організму під час зміни сезонів. Комфортна їжа допомагає впоратися з депресією, піднімає настрій, оскільки сприяє виділенню серотоніну.
Люди з негативними емоціями, як правило, їдять нездорову їжу, прагнучи випробувати задоволення, яке приходить миттєво, а натомість отримають собі шкоду для організмі в цілому. 
Терапевтичне використання включає доступ комфортної їжі аноректичним геріатричним пацієнтам, чиє здоров'я та якість життя в іншому випадку погіршуються через скорочення перорального прийому .
Водночас вживання комфортної їжі часто і у великій кількості може бути шкідливим для здоров'я. Зокрема, це розглядається як реакція на емоційні ситуації та епідемії ожиріння в Америці.  . Провокація певних гормональних реакцій, що вибірково ведуть до збільшення абдомінального жиру, розглядається як форма самолікування  .